# Amager Demons 2022
Questa voce raccoglie le informazioni riguardanti gli Amager Demons nelle competizioni ufficiali della stagione 2022.

## Prima squadra

### 1. division 2022

#### Stagione regolare
| Frederikssund 1º maggio 2022, ore 14:00 2ª giornata | Frederikssund Oaks | 24 – 21 referto | Amager Demons | Frederikssund Idrætsby |

| Odense 14 maggio 2022, ore 14:00 4ª giornata | Odense Badgers /Svendborg Admirals | 0 – 6 referto | Amager Demons | Bolbroparken |

| Kastrup 4 giugno 2022, ore 14:00 7ª giornata | Amager Demons | 0 – 39 referto | Ørestaden Spartans | Bag Amagerhallen |

| Kastrup 18 giugno 2022, ore 14:00 9ª giornata | Amager Demons | 20 – 13 referto | Kronborg Knights | Bag Amagerhallen |

| Holstebro 13 agosto 2022, ore 14:00 10ª giornata | Holstebro Dragons | 0 – 14 referto | Amager Demons | Idrætscenter Vest |

| Kastrup 20 agosto 2022, ore 14:00 11ª giornata | Amager Demons | 13 – 32 referto | Aarhus Tigers | Bag Amagerhallen |

| Herlev 4 settembre 2022, ore 16:00 13ª giornata | Herlev Rebels | 28 – 26 referto | Amager Demons | Kildegårdsskolen |

### Statistiche di squadra
| Competizione      | %Vittorie | In casa | In casa | In casa | In casa | In casa | In casa | In trasferta | In trasferta | In trasferta | In trasferta | In trasferta | In trasferta | Totale | Totale | Totale | Totale | Totale | Totale |
| Competizione      | %Vittorie | G       | V       | N       | P       | Pf      | Ps      | G            | V            | N            | P            | Pf           | Ps           | G      | V      | N      | P      | Pf     | Ps     |
| ----------------- | --------- | ------- | ------- | ------- | ------- | ------- | ------- | ------------ | ------------ | ------------ | ------------ | ------------ | ------------ | ------ | ------ | ------ | ------ | ------ | ------ |
| Stagione regolare | .429      | 3       | 1       | 0       | 2       | 33      | 84      | 4            | 2            | 0            | 2            | 67           | 52           | 7      | 3      | 0      | 4      | 100    | 136    |
| Totale            | .429      | 3       | 1       | 0       | 2       | 33      | 84      | 4            | 2            | 0            | 2            | 67           | 52           | 7      | 3      | 0      | 4      | 100    | 136    |

## Seconda squadra

### Danmarksserien 2022

#### Stagione regolare
| Sønderborg 24 aprile 2022, ore 14:00 1ª giornata | Sønderborg Steelers | 50 – 0 (a tavolino) referto | Slagelse Wolfpack/ Amager Demons II | Sønderparken |

| Slagelse 21 maggio 2022, ore 14:00 5ª giornata | Slagelse Wolfpack /Amager Demons II | 0 – 50 (a tavolino) referto | Avedøre Monarchs | Nordhallen |

| Hvidovre 11 giugno 2022, ore 14:00 | Avedøre Monarchs | 50 – 0 (a tavolino) referto | Slagelse Wolfpack/ Amager Demons II | Hvidovre Gymnasium |

| Næstved 19 giugno 2022, ore 14:00 9ª giornata | Næstved Vikings | 50 – 0 (a tavolino) referto | Slagelse Wolfpack/ Amager Demons II | SJSI Vikings |

| Slagelse 21 agosto 2022, ore 14:00 11ª giornata | Slagelse Wolfpack /Amager Demons II | 0 – 50 (a tavolino) referto | Næstved Vikings | Nordhallen |

| Slagelse 3 settembre 2022, ore 14:00 13ª giornata | Slagelse Wolfpack /Amager Demons II | 0 – 50 referto | Esbjerg Hurricanes | Nordhallen |

### Statistiche di squadra
| Competizione      | %Vittorie | In casa | In casa | In casa | In casa | In casa | In casa | In trasferta | In trasferta | In trasferta | In trasferta | In trasferta | In trasferta | Totale | Totale | Totale | Totale | Totale | Totale |
| Competizione      | %Vittorie | G       | V       | N       | P       | Pf      | Ps      | G            | V            | N            | P            | Pf           | Ps           | G      | V      | N      | P      | Pf     | Ps     |
| ----------------- | --------- | ------- | ------- | ------- | ------- | ------- | ------- | ------------ | ------------ | ------------ | ------------ | ------------ | ------------ | ------ | ------ | ------ | ------ | ------ | ------ |
| Stagione regolare | .000      | 3       | 0       | 0       | 3       | 0       | 150     | 3            | 0            | 0            | 3            | 0            | 150          | 6      | 0      | 0      | 6      | 0      | 300    |
| Totale            | .000      | 3       | 0       | 0       | 3       | 0       | 150     | 3            | 0            | 0            | 3            | 0            | 150          | 6      | 0      | 0      | 6      | 0      | 300    |